# Paul Laus
Paul Laus, född 26 september 1970, är en kanadensisk före detta professionell ishockeyback som tillbringade nio säsonger i den nordamerikanska ishockeyligan National Hockey League (NHL), där han spelade för ishockeyorganisationen Florida Panthers. Han producerade 72 poäng (14 mål och 58 assists) samt 1 702 utvisningsminuter på 530 grundspelsmatcher. Laus spelade även på lägre nivåer för Knoxville Cherokees i ECHL, Albany Choppers, Muskegon Lumberjacks och Cleveland Lumberjacks i International Hockey League (IHL) och Hamilton Steelhawks och Niagara Falls Thunder i Ontario Hockey League (OHL).
Han draftades i andra rundan i 1989 års draft av Pittsburgh Penguins som 37:e spelare totalt.

## Statistik
| 1986–1987  | St. Catharines Falcons | GTHL       | 40  | 1  | 8  | 9  | 56   | —  | — | —  | —  | —   |
| 1987–1988  | Hamilton Steelhawks    | OHL        | 56  | 1  | 9  | 10 | 171  | 14 | 0 | 0  | 0  | 28  |
| 1988–1989  | Niagara Falls Thunder  | OHL        | 49  | 1  | 10 | 11 | 225  | 15 | 0 | 5  | 5  | 56  |
| 1989–1990  | Niagara Falls Thunder  | OHL        | 60  | 13 | 35 | 48 | 231  | 16 | 6 | 16 | 22 | 71  |
| 1990–1991  | Knoxville Cherokees    | ECHL       | 20  | 6  | 12 | 18 | 83   | —  | — | —  | —  | —   |
|            | Albany Choppers        | IHL        | 7   | 0  | 0  | 0  | 7    | —  | — | —  | —  | —   |
|            | Muskegon Lumberjacks   | IHL        | 35  | 3  | 4  | 7  | 103  | 4  | 0 | 0  | 0  | 13  |
| 1991–1992  | Muskegon Lumberjacks   | IHL        | 75  | 0  | 21 | 21 | 248  | 14 | 2 | 5  | 7  | 70  |
| 1992–1993  | Cleveland Lumberjacks  | IHL        | 76  | 8  | 18 | 26 | 427  | 4  | 1 | 0  | 1  | 27  |
| 1993–1994  | Florida Panthers       | NHL        | 39  | 2  | 0  | 2  | 109  | —  | — | —  | —  | —   |
| 1994–1995  | Florida Panthers       | NHL        | 37  | 0  | 7  | 7  | 138  | —  | — | —  | —  | —   |
| 1995–1996  | Florida Panthers       | NHL        | 78  | 3  | 6  | 9  | 236  | 21 | 2 | 6  | 8  | 62  |
| 1996–1997  | Florida Panthers       | NHL        | 77  | 0  | 12 | 12 | 313  | 5  | 0 | 1  | 1  | 4   |
| 1997–1998  | Florida Panthers       | NHL        | 77  | 0  | 11 | 11 | 293  | —  | — | —  | —  | —   |
| 1998–1999  | Florida Panthers       | NHL        | 75  | 1  | 9  | 10 | 218  | —  | — | —  | —  | —   |
| 1999–2000  | Florida Panthers       | NHL        | 77  | 3  | 8  | 11 | 172  | 4  | 0 | 0  | 0  | 8   |
| 2000–2001  | Florida Panthers       | NHL        | 25  | 1  | 2  | 3  | 66   | —  | — | —  | —  | —   |
| 2001–2002  | Florida Panthers       | NHL        | 45  | 4  | 3  | 7  | 157  | —  | — | —  | —  | —   |
| NHL totalt | NHL totalt             | NHL totalt | 530 | 14 | 58 | 72 | 1702 | 30 | 2 | 7  | 9  | 74  |
| IHL totalt | IHL totalt             | IHL totalt | 193 | 11 | 43 | 54 | 785  | 22 | 3 | 5  | 8  | 110 |
| OHL totalt | OHL totalt             | OHL totalt | 165 | 15 | 54 | 69 | 627  | 45 | 6 | 21 | 27 | 155 |